# Kanggye
Kanggye (강계시; phát âm tiếng Hàn Quốc: [kɐŋ.ɡje]) là tỉnh lỵ tỉnh Chagang, Cộng hòa Dân chủ Nhân dân Triều Tiên và có dân số 209.000. Thành phố này có vị trí quan trọng chiến lược từ triều đại Triều Tiên (1392-1910).
Thành phố Kanggye tọa lạc tại nơi hợp nhất của bốn sông, bao gồm sông Changja.
Thành phố này là một trung tâm giao thông, được kết nối với mạng lưới giao thông Triều Tiên bằng đường bộ, đường ray và đường hàng không.
Thành phố có Đại học sư phạm Kanggye, Đại học công nghiệp Kanggye, và Đại học Y khoa Kanggye.

## Hành chính
Kanggye được chia thành 34 tong (phường) và hai ri (xã):
| - Changja-dong 장자동(將子洞) - Ch'ungsŏng-dong 충성동(忠誠洞) - Hyangro-dong 향로동(香爐洞) - Hŭngju-dong 흥주동(興洲洞) - Kangsŏ-dong 강서동(江西洞) - Koyŏng 1-dong 고영1동(古營一洞) - Koyŏng 2-dong 고영2동(古營二洞) - Konggwi-dong 공귀동(公貴洞) - Kong'in-dong 공인동(公仁洞) - Mansu-dong 만수동(萬壽洞) - Nammun-dong 남문동(南門洞) - Namsan-dong 남산동(南山洞) | - Ryu-dong 류동(柳洞) - Sinmun-dong 신문동(新門洞) - Sŏsan-dong 서산동(西山洞) - Sŏkcho-dong 석조동(石造洞) - Sŏkhyŏn-dong 석현동(石峴洞) - Such'im-dong 수침동(水砧洞) - Taeŭng-dong 대응동(大應洞) - Tŏksan-dong 독산동(獨山洞) - Tongbu-dong 동부동(東部洞) - Tongmun-dong 동문동(東門洞) - Ŭijin-dong 의진동(義眞洞) - Ŭnjŏng-dong 은정동(恩情洞) | - Oeryong-dong 외룡동(外龍洞) - Puch'ang-dong 부창동(府倉洞) - Pukmun-dong 북문동(北門洞) - Rodongja-dong 로동자동(勞動者洞) - Yŏnp'ung-dong 연풍동(淵豊洞) - Yŏnsŏk-dong 연석동(煙石洞) - Sinhŭng-ri 신흥리(新興里) - Tuhŭng-ri 두흥리(斗興里) - Yahak-tong 야학동(野鶴洞) - Yŏnju-dong 연주동(煙州洞) - Namch'ŏn-dong 남천동(南川洞) - Naeryong-dong 내룡동(內龍洞) |